# Paleozoik
| Paleozoik pred 541–251.902 milijoni let |
| Ključni dogodki paleozoika-550 —–-500 —–-450 —–-400 —–-350 —–-300 —–-250 —–NeoproterozoikMezozoikKambrijOrdovicijSilurDevonKarbonPerm P a l e o z o i k Fanerozoik Proterozoik Približna časovnica ključnih dogodkov paleozoika. Lestvica: pred milijoni let. |

Paleozóik [570-286 milijonov let] pomeni obdobje starih živih bitij: v njem so se razvile kopenske rastline in je nastalo obilje lupinskih okamnin. Končal se je z doslej največjim izumrtjem ob koncu perma, ko je z Zemlje izginilo 90 odstotkov vseh živih bitij.

## Tektonika plošč
Premiki plošč Zemljine skorje, odpiranje novih oceanov in podrivanje starega oceanskega dna nenehno preoblikujejo celine. V paleozoiku se je večina celin združila v velecelino Gondvano. Ta je sčasoma zdrsnila z južne poloble proti severu in nastala je še večja velecelina Pangea, ki proti koncu paleozoika segala od tečaja do tečaja. Nastajalo je kaledonsko gubanje in hercinsko oz. varisikčno gubanje. Nastanek Apalačov in Nemško-češkega sredogorja.